# Baptisia perfoliata
Baptisia perfoliata är en ärtväxtart som först beskrevs av Carl von Linné, och fick sitt nu gällande namn av Robert Brown. Baptisia perfoliata ingår i släktet Baptisia och familjen ärtväxter. Inga underarter finns listade i Catalogue of Life.